# Armandinho (guitarrista)
Armando da Costa Macedo (Salvador, 22 de maio de 1953), mais conhecido como Armandinho, é um instrumentista, cantor e compositor brasileiro.
É filho de Osmar Macedo (da dupla Dodô e Osmar), músico e idealizador do trio elétrico e da guitarra baiana.
Foi incluído na lista 30 maiores ícones brasileiros da guitarra e do violão (Categoria: Raízes Brasileiras) da revista Rolling Stone Brasil, em 2012.

## Trajetória
Armandinho formou o grupo de frevo Trio Elétrico Mirim em 1962 e em 1967 a banda de rock Hell's Angels. Em 1969, apresentou-se no programa "A grande chance", da TV Tupi, apresentado por Flávio Cavalcanti. Classificou-se em 1º lugar na fase eliminatória, e no ano seguinte foi contratado pela emissora para gravar seu primeiro disco, um compacto duplo e posteriormente um LP. Em 1974 juntou-se aos seus irmãos Aroldo, Betinho e André Macedo para formar a banda Armandinho, Dodô & Osmar, nome dado em homenagem aos criadores do Trio Elétrico Dodô  e Osmar, lançando diversos discos carnavalescos ao longo da década de 80. 
Paralelamente, no final dos anos 70, Armandinho formou o conjunto A Cor do Som, que inicialmente serviu de banda de apoio a Moraes Moreira (que também apresentava-se no Trio Elétrico Armandinho, Dodô e Osmar). Ao lado de Dadi (baixo e vocal), Mú Carvalho (teclados e vocal), e Gustavo Schroeter (bateria), a banda lançou seu primeiro disco em 1977 e se notabilizou pela alta qualidade instrumental, mesclando sonoridades de rock, jazz e música brasileira. Em meados de 1979 Ary Dias (percussão e vocal), que também tocava no Trio Elétrico, passa a integrar o grupo, e apresentam canções inéditas no Festival de Jazz de Montreux na Suíça. Alcançam novo patamar de sucesso ao introduzirem canções cantadas a partir do disco seguinte, o álbum Frutificar. "Beleza pura" (Caetano Veloso), "Abri a porta" (Gilberto Gil - Dominguinhos), "Zanzibar" (Armandinho - Fausto Nilo) tocaram intensamente nas rádios.
Armandinho deixa a banda em meados de 1981 para se dedicar à carreira solo e seu projeto com Dodô e Osmar. Ao longo dos anos seguintes, tem dado continuidade a seu trabalho instrumental, voltado para o choro e outros gêneros, gravando e se apresentando ao lado de músicos como Raphael Rabello, Paulo Moura, Época de Ouro, Moraes Moreira, Pepeu Gomes, Caetano Veloso, Yamandú Costa, entre outros. Em 2005 se reúne novamente com A Cor do Som, gravando um disco acústico e realizando shows esporádicos.

## Discografia

### Trio Elétrico Armandinho, Dodô & Osmar
- 1974 - Jubileu de Prata
- 1975 - É a Massa
- 1976 - Bahia, Bahia, Bahia...
- 1977 - Pombo Correio
- 1978 - Ligação
- 1979 - Viva Dodô & Osmar
- 1980 - Vassourinha Elétrica
- 1980 - Trio Elétrico Instrumental (compilação)
- 1981 - Incendiou o Brasil
- 1982 - Folia Elétrica
- 1983 - A Banda de Carmen Miranda
- 1983 - Armandinho e o Trio Elétrico de Dodô e Osmar
- 1985 - Chame Gente
- 1985 - Dá um Break (compacto)
- 1987 - Aí Eu Liguei o Rádio
- 1988 - Trio Espacial
- 1991 - Estado de Graça
- 1996 - Filhos da Alegria
- 2000 - Jubileu de Ouro

### A Cor do Som
- 1977 - A Cor do Som
- 1978 - Ao Vivo em Montreux
- 1979 - Frutificar
- 1980 - Transe Total
- 1981 - Mudança de Estação[nota 1]
- 1996 - Ao Vivo no Circo
- 2005 - A Cor do Som Acústico

### Solo
- 1969 - Armando Macedo – (compacto duplo)
- 1989 - Brasileirô
- 1993 - Instrumental no CBB - Época de Ouro e Armandinho
- 1996 - Brasil Musical - Série Música Viva - Armandinho e Raphael Rabello
- 1997 - O Melhor do Chorinho Ao Vivo - Armandinho e Época de Ouro
- 1997 - Raphael Rabello e Armandinho - Em Concerto
- 1999 - Retocando o Choro
- 2001 - Caetano & Gil
- 2003 - Retocando o Choro Ao Vivo
- 2009 - Pop Choro
- 2009 - Paulo Moura e Armandinho - Afrobossanova